# Мбає Леє
Мбає Леє (фр. Mbaye Leye, нар. 1 грудня 1982, Біркліане) — сенегальський футболіст, нападник клубу «Зюлте-Варегем».

## Клубна кар'єра
Народився 1 грудня 1982 року. Вихованець футбольної школи клубу «Дакар», де навчався з 1996 року.
2000 року перебрався до Франції, де став грати за аматорський клуб «Сессон-Севіньє» з шостого за рівнем дивізіону країни, де провів чотири сезони.
Своєю грою за цю команду привернув увагу представників тренерського штабу «Лор'яна», до складу якого приєднався 2004 року. Проте в новій команді протягом двох сезонів виступав виключно за другу команду у п'ятому за рівнем дивізіоні, після чого перейшов у «Ам'єн», де провів сезон 2006/07 у Лізі 2.
Влітку 2007 року перебрався до Бельгії, де став виступати за «Зюлте-Варегем» у Лізі Жупіле.
На початку 2009 року уклав контракт з клубом «Гент», у складі якого провів наступні півтора сезони своєї кар'єри гравця. Більшість часу, проведеного у складі «Гента», був основним гравцем атакувальної ланки команди і у сезоні 2010 року став віце-чемпіонам Бельгії та володарем національного кубка.
З літа 2010 року два сезони захищав кольори команди клубу «Стандард» (Льєж), з яким у сезоні 2010/11 знову став віце-чемпіонам Бельгії та володарем національного кубка.
На початку 2012 року повернувся в «Зюлте-Варегем», у складі якого 2013 року втретє в своїй кар'єрі став віце-чемпіонам Бельгії.
До складу клубу «Локерен» приєднався влітку 2014 року, підписавши на правах вільного агента контракт на 2 роки, проте через рік у 2015 році знову (втретє) повернувся до «Зюлте-Варегем».

## Виступи за збірну
2008 року провів три матчі у складі національної збірної Сенегалу в кваліфікації на КАН-2010, куди сенегальці не змогли пробитись.

## Досягнення
- Віце-чемпіон Бельгії (2):

«Стандард»: 2010-11, 2012-13
- Володар Кубка Бельгії (3):

«Гент»: 2009-10
«Стандард»: 2010-11
«Зюлте-Варегем»: 2016-17